# Satori (novela)
Satori es una novela histórica escrita por Don Winslow sobre el amor entre un hombre y una mujer que practican las profesiones más viejas del mundo. La novela es una precuela a la novela Shibumi  de Trevanian y comparten protagonista, el asesino Nicholaï Hel.

## Argumento
Nicholaï Hel y la mujer francesa Solange Picard son unidos por alguien que diseña misiones para un servicio secreto americano. Nicholaï Hel es posiblemente el único hombre que pueda llevar a cabo una operación encubierta en Beijing. Una vez que Solange Picard le ha preparado,  tiene que dejarla para acometer su misión. Una vez  que Nocholaï se separa de ella, Solange es despedida. 
Gracias a la formación  que esta le ha proporcionado consigue llevar a cabo el asesinato y, tras ello, dejar China.
El servicio secreto americano lo busca porque tienen miedo de que se vuelva contra ellos. Otra vez dependen de Solange Picard porque su amor por ella es el único cebo posible. Contra todo pronóstico, se convierten en pareja, hasta que la muerte de Solange los separa.

## Clasificación
Satori, publicada en 2011, tiene lugar en la década de los 50 del siglo XX, dos décadas antes que su predecesora, Shibumi.
Al contrario que en Shibumi, Nicholaï Hel no se presenta como un hombre asentado en el mundo de espionaje. Es un prisionero que actúa por necesidad cuándo se le ofrece una inesperada posibilidad de obtener una  amnistía. Lleva a cabo la misión suicida que se le ha pedido, pero solo tras saber que el objetivo, Voroshenin, ha presumido de haber maltratado a la madre de Nicholaï y de que haya intentado torturar a Nicholaï hasta la muerte. En la segunda mitad de la novela (capítulos 87-164), Nicholaï actúa como traficante de armas independiente, mientras  intenta restaurar su patrimonio perdido que quiere compartir con su amor, Solange Picard. No hay ningún episodio en toda la novela que sugiera que Nicholaï Hel esté nuevamente relacionado con el espionaje, por tanto a pesar de que los servicios secretos están presentes en Satori, esta no es una novela de espías.

## Estructura
La historia consta de tres partes. Don Winslow la narra en orden cronológico. Los dos capítulos con flashbacks biográficos son poco más que adornos o, en el mejor de los casos, retórica literaria.

### Primera parte
Japón:
Nicholaï Hel es liberado de prisión.Se le da una identidad nueva  como traficante de armas francés y se le hace una cirugía plástica. Solange lo convierte en "Michel Guibert" y es la primera persona que ve su nueva cara. Tras haberle enseñado hasta a hacer el amor como un francés, es enviado en misión suicida. Solange siente que lo ha perdido, de la misma forma que perdió su primer amor durante la Segunda Guerra Mundial. (Capítulos 1-16)

### Segunda parte
China:
Nicholaï Hel usó su falsa identidad con éxito para acercarse y finalmente matar a su objetivo, el comisario soviético Yuri Voroshenin. Durante la misión recibe un disparo y es traicionado por alguien del servicio secreto estadounidense. Cuando Wu Zhong, un exinstructor de Bajiquan del KMT está a punto de matarle, es salvado in extremis por el monje Xue Win. (Capítulos 17-86)

### Tercera parte
Vietnam:
El General Liu le quiere para entregar armas al Viet Minh como “Michel Guibert”. Anhelando encontrarse con Solange, Nicholaï acepta y llega a Saigón, que está bajo control francés. Cuándo  llega, Solange ya está allí. El rival de Nicholaï es un emperador, pero aun así no puede evitar que alcance su objetivo. El SDECE aconseja a Nicholaï que deje Saigón, mientras que la Unione Corse ya trata de asesinarle e incluso encarga su muerte al asesino conocido como "La Cobra". Finalmente, se encuentra una vez más en manos de Solange. (Capítulos 87-164)

## Personajes

### Nicholaï Hel
Nicholaï es un hombre que busca el Satori, que significa libertad y paz de mente. Con la muerte de Solange alcanza el Satori. Como se decía en la canción "Me y Bobby McGee", la libertad se alcanza cuando ya no hay nada que perder.

### Solange Picard
Solange perdió a su primer amor asesinado por los nazis. Tuvo sexo por primera vez con su asesino, porque tuvo que simular ser una prostituta, para acercarse lo suficiente a él y cortarle la garganta. Finalmente  se obsesiona con una película francesa contemporánea: Casque d'Or. Como le cuenta a Nicholaï, y como su amigo de Lhandes puede observar (capítulo 149), llora cada vez que Marie (Simone Signoret) tiene que ver morir a su amante.
Otro de sus traumas se revela en el capítulo 139: Ni su belleza ni su experiencia parecen ser suficientes para sus amantes, que al cabo de un tiempo no la encuentran lo suficientemente fascinante. Siente que al final siempre “le encuentran defectos” y tratan de corregir su dicción, critican su forma de vestir, antes de comenzar a interesarse por otras mujeres. Sólo Nicholaï, quien viniera a ella para ser aleccionado, es diferente.

### Haverford
El supervisor de Nicholaï, Haverford, es un héroe de guerra y hombre de honor, que habla tres lenguas extranjeras (francés, japonés y vietnamita). Tiene intención de liberar a Nicholaï, pero sus planes son saboteados por traidores de propio servicio secreto.

### De Lhandes
El detective privado belga de Lhandes padece un desorden genético parecido al del famoso artista francés Henri de Toulouse-Lautrec. Nicholaï se hace amigo suyo invitándole a un burdel. 

## Adaptación al cine
En julio de 2012, con ocasión de una entrevisto a Don Winslow, se informó de que Warner Bros. adquirió los derechos de Satori para una película cuyo protagonista sería Leonardo DiCaprio. Ese mismo mes, se dijo que  Don Winslow afirmó haber producido "otro guión denominado Satori con Shane Salerno para Leonardo DiCaprio." Al poco tiempo Deadline Hollywood informó que Warner Bros. estaba "previendo el inicio del rodaje del thriller de espías Satori, basado en la novela de Don Winslow, con Leonardo DiCaprio como el asesino Nicholai Hel."

## Citas
- Datos: Q287968

1. ↑  «"Savages": Savages Author Don Winslow on Orange County, Drugs, and Oliver Stone». New York. Consultado el 6 de julio de 2012.
2. ↑  «'Savages' author: 'I don't even do drugs'». Atlanta. Consultado el 6 de julio de 2012.
3. ↑  «"Savages": Don Winslow talks text to screenplay». New York. Archivado desde el original el 15 de marzo de 2013. Consultado el 8 de julio de 2012.
4. ↑  «"Savages": Don Winslow Novel ‘California Fire And Life’ Heads For Big Screen». New York. Consultado el 18 de julio de 2012.